# Toto (Nigeria)
Toto es una localidad del estado de Nasarawa, en Nigeria, con una población estimada en marzo de 2016 de 160 700 habitantes.
Se encuentra ubicada en el centro del país, cerca de la orilla del río Níger.  El área de gobierno local limita al norte con el Territorio de la Capital Federal, al este con el área de gobierno local de Nasarawa, y al sur y al oeste con el Estado de Kogi, y tiene una población de 119.077 habitantes según el censo de 2006. El gobierno local de Toto tiene tres distritos: Gadabuke, Toto y Umaisha. Entre los asentamientos de la zona se incluye Ohizi Ogabo. 